# Henbury
Henbury — залізний метеорит масою 35000 грам.